# 히어애프터
《히어애프터》(영어: Hereafter)는 2010년 공개된 미국의 판타지 재난 영화이다.

## 출연진
- 맷 데이먼
- 세실 드프랑스
- 프랭키 매클래런, 조지 매클래런
- 제이 모어
- 브라이스 댈러스 하워드
- 티에리 뇌비크
- 마르트 켈레르
- 데릭 재커비
- 린지 마셜
- 리처드 카인드
- 스티브 시리파
- 제니퍼 루이스
- 프랜즈 드러메이
- 밀렌 장파노이
- 장이브 베르틀루
- 니브 큐색
- 매슈 베인턴
- 톰 프라이스
- 셀린 살레트

## 기타 제작진
- 총괄 제작: 스티븐 스필버그
- 배역: 피오나 위어
- 미술: 제임스 J. 무라카미
- 세트: 리사 처그, 게리 페티스
- 의상: 데버라 호퍼
- 모션 캡처: 제임스 나이트 (크레디트 미기재)

## 공개
2010년 9월 12일 제35회 토론토 국제 영화제에서 전 세계 최초로 상영되었다.
2011년 3월 15일에 본 작품의 DVD가 워너 브라더스 홈 엔터테인먼트 그룹에서 발표되었으며, 그 수익의 일부를 동일본 대지진으로 피해를 입은 사람들을 위한 의연금으로 기부한다고 발표했다. 이 발표에 즈음 이스트우드 감독은 “일본 사람들에게 도와주려는 시도에 워너 브라더스와 함께 참가할 수 있어 기쁘다”고 성명을 발표했다.

## 평가
리뷰 애그리게이터 사이트 로튼 토마토에서 리뷰 233개를 바탕으로 48%의 지지율을 받고 있으며, 평균 점수는 10점 만점에 5.7점이다. 전미 비평가 위원회에서 선정한 2010년 최고의 영화 10편에 들었다. 또한 2011년 제83회 아카데미상 시상식에서 시각효과상 후보로 지명되었다.